# 今藤駅
今藤駅（いまふじえき）は、かつて熊本県鹿本郡植木町（現・熊本市北区）植木町今藤にあった山鹿温泉鉄道の駅（廃駅）である。

## 歴史
- 1928年（昭和3年）8月15日：鹿本鉄道（後の山鹿温泉鉄道）、山本橋 - 肥後豊田間の駅として肥後大本（ひごおおもと）駅を開業。
- 1933年（昭和8年）8月：肥後大本駅が休止となる。
- 1954年（昭和29年）6月1日：今藤駅として再開設する。
- 1960年（昭和35年）12月1日：山鹿温泉鉄道、全線で休止する。
- 1965年（昭和40年）2月4日：山鹿温泉鉄道、全線廃止に伴い当駅も廃止となる。

## 駅構造
1面1線のホームを有する地上駅。

## 駅周辺
- 熊本県道330号熊本山鹿自転車道線（鉄道廃線転用道路）
- 国道3号
- 産交バス「吉松小学校前」停留所 - 国道3号沿い

## 現在
- 線路跡は自転車道に転用され自転車道として利用している（画像）。

## 隣の駅
山鹿温泉鉄道
山鹿温泉鉄道線
山本橋駅 - 今藤駅 - 肥後豊田駅